# Синьчжэн (аэропорт)
Международный аэропорт Чжэнчжоу Синьчжэн (кит. трад. 鄭州新鄭國際機場, упр. 郑州新郑国际机场), (ИАТА: CGO, ИКАО: ZHCC) — гражданский аэропорт, обслуживающий коммерческие авиаперевозки городской агломерации Чжэнчжоу (провинция Хэнань, Китайская Народная Республика).
Аэропорт расположен в 37 километрах к юго-востоку от Чжэнчжоу. Был открыт 28 августа 1997 года, став 21-м по счёту международным аэропортом Китая.
Ежедневно из международного аэропорта Чжэнчжоу Синьчжэн выполняются внутренние и международные рейсы, при этом порт связан регулярными маршрутами с большинством крупнейших городов страны. Осуществляются грузовые перевозки за пределы страны в аэропорты Ближнего Востока, Северной Африки (основные операторы Etihad Airways и DAS Air Cargo), России (оператор AirBridgeCargo), а также чартерные рейсы в Таиланд в период туристических сезонов.
В 2010 году услугами международного аэропорта Чжэнчжоу Синьчжэн воспользовалось 8 707 873 человек, в списке наиболее загруженных аэропортов Китая по пассажирообороту порт занял 20-е место.
В 2016 пассажирооборот составил уже 20 763 217, что позволило аэропорту подняться на 15-ю строчку в списке самых загруженных аэропортов Китая.